# 奇里諾斯區
5°18′18″S 78°54′00″W / 5.3051°S 78.9000°W
奇里諾斯區（西班牙語：Distrito de Chirinos），是秘魯的一個區，位於該國北部卡哈馬卡大區的聖伊格納西奧省，面積351.9平方公里，海拔高度1,858米，2005年人口13,640，人口密度每平方公里39人。